# Manupecten fasciculatus
Espèce
Synonymes
- Pecten fasciculatus Millet, 1854

Manupecten fasciculatus est une espèce fossile de mollusques bivalves de la famille des Pectinidae. Elle ne doit pas être confondue avec Pseudamussium fasciculatum.

## Systématique
L'espèce Manupecten fasciculatus a été initialement mentionnée en 1854 par le naturaliste et paléontologue français Pierre-Aimé Millet (1783-1873) sous le protonyme de Pecten fasciculatus.

## Description
Charles Armand Picquenard indique pour le décrire en 1922, que c'est une « espèce de taille moyenne ayant à l'état adulte environ 7 cm dans sa plus grande dimension ». 
Elle se présente sous deux formes : 
1. le type, dont l'ornementation est composée de six à sept côtes nettes avec côtes latérales ébauchées. Côtes larges, plus que les intervalles, graduellement rétrécies vers le crochet, portant quatre à six cosquies longitudinales et une fine ornementation transversale d'aspect squaniuleux. Quelques costules dans les intervalles ;
2. la variante Bezieri Dollfus et Dautzenberg, dont l'ornementation est composée de 15 à 18 côtes bien plus étroites que dans le type, portant des stries longitudinales ; intervalles plus ou moins costulés.

Cette espèce est connue dans les faluns de Touraine ou de Bretagne.

## Publication originale
- P. A. Millet, Paléontologie de Maine et Loire : comprenant avec des observations et l'indication des diverses formations géologiques du département de Maine et Loire, un relevé des roches, des minéraux et des fossiles qui se rapportent à chacune d'elles, Angers, -, 1854, 187 p. (DOI 10.5962/BHL.TITLE.15140, lire en ligne).